# Curtiss P-36 Hawk
Il Curtiss P-36, conosciuto anche come Curtiss Hawk Model 75, è un caccia statunitense dei tardi anni trenta all'epoca molto diffuso ed apprezzato a livello mondiale che tuttavia aveva una possibilità di crescita tecnica assai limitata e quindi ebbe una vita operativa utile piuttosto breve.
Grazie all'adozione della struttura metallica monoplano e del carrello retrattile, segnò se non altro l'importante passaggio storico dalla vecchia concezione di aereo da caccia, biplano con cabina aperta, a quella più moderna. Nonostante queste caratteristiche, dopo il primo anno della seconda guerra mondiale si rivelò superato.

## Storia del progetto
Negli anni trenta il progresso aeronautico, che fino ad allora si era limitato a migliorare le tecnologie utilizzate nella prima guerra mondiale, entrò gradualmente nell'era della struttura monoplana e metallica, inizialmente con i plurimotori (che non avevano necessità di essere molto agili ma assai veloci, sia come trasporti che come bombardieri), poi con i caccia che dovevano essere veloci, agili e robusti. A metà degli anni '30 del secolo scorso la concretizzazione degli sforzi si materializzò in vari modelli: il sovietico Polikarpov I-16, il tedesco Messerschmitt Bf 109, l'inglese Hawker Hurricane e il prototipo della Curtiss, il Model 75 (il futuro P-36).
Il Model 75 nacque su iniziativa privata dell'azienda ed aveva tutte le caratteristiche di un caccia "moderno": abitacolo chiuso, ala bassa e carrello retrattile. Il prototipo, denominato Y1P-36, volò la prima nell'aprile del 1935, superò le prove nel 1937 e l'US Army ne ordinò 210 esemplari. Le consegne iniziarono nella primavera del 1938 con il P-36A e finirono all'inizio del 1939 con il P-36C, migliorato nell'armamento e nel motore.

## Tecnica
Era un caccia terrestre monoplano e monoposto, carrello retrattile e aveva nelle versioni originarie due Mitragliatrici entrambe Browning, una pesante Browning M2 calibro .50 in (12,7 mm) ed una leggera Browning M1919 da .30-06 in (7,62 mm). Quest'ultima sui velivoli britannici venne sostituita da una Vickers K.
Il Model 75 originario era motorizzato con un radiale (cioè un motore con i cilindri disposti come i raggi di una stella) Wright XR-1670-5 raffreddato ad aria da 900 CV, che aveva una configurazione a doppia stella e 14 cilindri complessivi. A causa del rinvio della gara per scegliere un nuovo caccia per l'US Army, fu nel frattempo sostituito con un XR-1820 leggermente potenziato, ma vennero montati anche altri modelli, progressivamente potenziati, fino ad arrivare a 1 200 hp.
Essenzialmente di struttura metallica e di costruzione assai robusta, era troppo pesante per la potenza disponibile, tanto che le sue prestazioni era accettabili solo in configurazioni più leggere rispetto a quelle che poi sarebbero state usate operativamente. La maneggevolezza, grazie ad alettoni efficaci e leggeri, era tuttavia ottima; gli esemplari della prima serie presentavano però alcuni problemi con gli scarichi del motore, il carrello d'atterraggio e la debolezza di alcune parti della fusoliera, limitandone di fatto le prestazioni consentite, come per esempio la velocità che non doveva oltrepassare i 402 km/h, fino a quando il problema venne risolto. Questo portò ad apprezzabili ritardi nella messa a punto del modello: perdere un paio d'anni in quel contesto di rapidi progressi pose indubbiamente una grave ipoteca sull'efficacia che l'aereo avrebbe potuto garantire.

## Impiego operativo
Per essere un aereo prebellico e abbastanza costoso, il Curtiss Hawk monoplano (in precedenza vi erano stati vari modelli biplani con lo stesso nome) ebbe un grande successo, con oltre 1 100 esemplari prodotti per i clienti di quattro continenti. Negli USA venne ordinato in 210 esemplari, considerati assai affidabili e molto manovrabili, nonostante i problemi di messa a punto non fossero inizialmente mancati. Quattro P-36 (dei 39 disponibili) combatterono anche durante l'attacco giapponese a Pearl Harbor, abbattendo due bombardieri Nakajima B5N, le prime vittorie aeree americane nella guerra.
Noto all'estero come H-75 o P-75, Mohawk o altre denominazioni ancora, venne usato da Gran Bretagna, Cina, Thailandia, Paesi Bassi, Argentina e molti altri paesi, tra cui persino la Finlandia, che ne ebbe alcuni ex-francesi catturati dalla Germania durante le sue azioni di conquista in Occidente.
Il principale acquirente fu però la Francia, dove l'Armée de l'air ordinò non meno di quattro versioni dell'H-75 motorizzate con vari tipi di motori da 900 CV fino ai potenti, ma non molto affidabili, Wright da 1.200. L'armamento era costituito da mitragliatrici leggere francesi di calibro 7,5, nel primo modello 4, gli altri ne ebbero 6 con il raddoppio delle armi alari. La velocità arrivava tra i 480 e i 520 km/h, ma solo nelle promesse della ditta Curtiss: in realtà in condizioni operative erano più lenti di almeno 30 km/h. Il Curtiss P-36 costava oltretutto il doppio rispetto al francese Morane-Saulnier MS.406 ma in battaglia si fece valere reclamando 230 aerei tedeschi abbattuti (più altri 80 probabili) contro la perdita diretta di una trentina di macchine. Dei primi 11 assi francesi, 7 pilotavano il P-36. In realtà essi non furono certo tanto efficaci, dal momento che le vittorie sono molto difficili da rilevare da parte dei cacciatori in un combattimento aereo. Tuttavia appare certo l'8 a 1 ottenuto contro una formazione di caccia tedeschi Bf-109D in un'occasione ben documentata che creò scalpore per il risultato, segnando la fine del modello "Dora" di tale velivolo; i tedeschi si sarebbero poi guardati dal combattere troppo ravvicinati ai Curtiss, cercando di far valere le loro migliori prestazioni complessive del successivo "Emil".
In seguito gli esemplari in dotazione alla Repubblica di Vichy si scontrarono con gli aerei Alleati in Africa nel 1942, dove abbatterono almeno 7 Grumman F4F Wildcat della US Navy contro la perdita di una quindicina di velivoli e 8 piloti durante l'Operazione Torch. Altre macchine vennero perdute al suolo, negli attacchi aerei.
In tutto i francesi ricevettero oltre 300 macchine: 173 A-1, 150 A-2 con 6 mitragliatrici e un motore potenziato, 110 A-3 e 6 A-4, ma gli ordini erano molto più consistenti e richiedevano anche 140 esemplari del successivo Curtiss P-40. A causa dell'invasione tedesca ai danni della Francia, molti esemplari (225) furono girati alla Gran Bretagna che li chiamò Mohawk impiegandoli per compiti addestrativi. Gli inglesi avevano avuto già modo di apprezzare la maneggevolezza "splendida" che questo caccia possedeva allorché il 139º francese venne sottoposto a valutazione dalla RAF.
Praticamente tutti gli utilizzatori di queste macchine robuste ne fecero un qualche impiego bellico, inclusi i Thailandesi contro la Francia nel 1940, ma solo i francesi ne ebbero uno assolutamente significativo, benché sfortunato.
Questo aereo fu importante anche perché la Curtiss lo usò come base per lo sviluppo del più famoso P-40, un poco come in Italia lo fu per il Macchi M.C.200/MC.202.

## Versioni principali
- P-36A: modello per l'US Army con motore da 950 hp, ad esclusione degli ultimi 30 del tipo P-36C con 1 200 hp di potenza al decollo grazie al motore R-1830-17.
- P-36G: originariamente per la Norvegia, poi trattenuti per la maggior parte negli USA.
- H-75H: modello economico con motore depotenziato e carrello fisso per esportazione nei paesi meno abbienti.
- Hawk 75A1-A9: altri modelli da esportazione con varie dotazioni di armi e motori differenti, inclusi quelli adottati dalla Francia.

## Utilizzatori
(lista parziale)
 Argentina
- Fuerza Aérea Argentina

 Cina
 Finlandia
- Suomen ilmavoimat

 Francia
- Armée de l'air

 India Britannica
- Royal Indian Air Force

 Regno Unito
- Royal Air Force

 Stati Uniti
- United States Army Air Corps

 Sudafrica
- South African Air Force

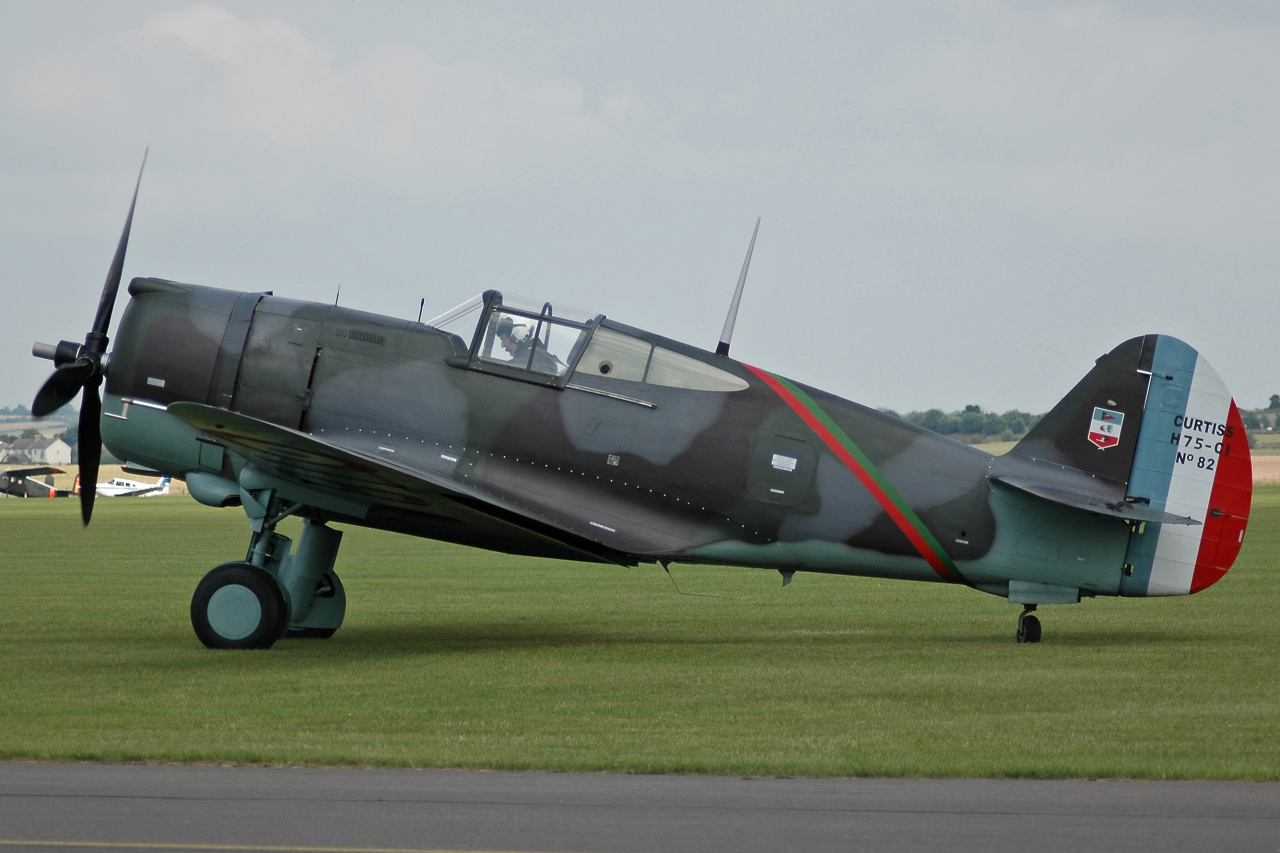
Un Hawk 75, designazione francese del P-36, in livrea Armée de l'air ancora in condizioni di volo.

Norvegia (esemplari catturati dai tedeschi e successivamente forniti alla Finlandia)